# لوكاس يوربان
لوكاس يوربان (بالسلوفاكية: Lukáš Urban)‏ هو لاعب كرة قدم سلوفاكي في مركز الوسط، ولد في 23 يونيو 1993 في كوشيتسه في سلوفاكيا. لعب مع نادي كوشيتسه.

## وصلات خارجية
- لوكاس يوربان على موقع قاعدة بيانات كرة القدم.إي يو (الإنجليزية)
- لوكاس يوربان على موقع Soccerway.com (الإنجليزية)